# Brass in Pocket
Brass in Pocket è un singolo del gruppo musicale anglo-statunitense The Pretenders, pubblicato nel 1979 ed estratto dall'album Pretenders.
Il brano è stato scritto da Chrissie Hynde e James Honeyman-Scott.

## Tracce
- 7"

1. Brass in Pocket
2. Swinging London

## Classifiche
| Classifica (1979–1980) | Posizione massima |
| ---------------------- | ----------------- |
| Australia              | 2                 |
| Francia                | 4                 |
| Spagna                 | 9                 |
| Regno Unito            | 1                 |
| Stati Uniti            | 14                |